# アルマスタワー
アルマスタワー(Almas Tower、アラビア語: برج الماس)は、 アラブ首長国連邦・ドバイの人工新都心・ジュメイラ・レイク・タワーズの中央地区に2009年に完成した超高層ビル。

## 概要
アルマスはアラビア語で「ダイアモンド」の意味で、「ダイアモンドタワー」。
74階建て(360m)。ブルジュ・ハリーファに次ぎ、2015年現在、ドバイで5番目に高いビルである。ジュメイラ・レイク・タワーズ地区の中央に配された人工湖に面して建設され、ジュメイラ・レイク・タワーズのランドマークである。ナキールの事業で、設計はジュメイラ・レイク・タワーズの他の多くの超高層ビル同様にイギリスのアトキンス社(Atkins)。アトキンスはブルジュ・アル・アラブの設計で知られる。建設工事は日本の大成建設が行った。
ドバイのダイアモンド取引所が入居しており、ドバイの主要産業であるダイアモンドの研磨業者やその他の貴金属・宝石業者のオフィスが、このタワーに集積しているため、アルマスタワーのセキュリティシステムは最新鋭のものを採用している。「ドバイ・マルチ・コモディティ・センター」（DMCC）の本社もここに移転した。